# Corticattus
Genre
Corticattus est un genre d'araignées aranéomorphes de la famille des Salticidae.

## Distribution
Les espèces de ce genre sont endémiques des Antilles. Elles rencontrent à Porto Rico et en République dominicaine.

## Liste des espèces
Selon World Spider Catalog (version 18.0, 25/03/2017) :
- Corticattus guajataca Zhang & Maddison, 2012
- Corticattus latus Zhang & Maddison, 2012

## Publication originale
- Zhang & Maddison, 2012 : New euophryine jumping spiders from the Dominican Republic and Puerto Rico (Araneae: Salticidae: Euophryinae). Zootaxa, no 3476, p. 1-54.